# Centro de Controle do Tráfego da Rota Aérea de Boston
O Centro de Controle do Tráfego da Rota Aérea de Boston (ZBW ou Boston ARTCC) está localizado em Nashua, Nova Hampshire, Estados Unidos. O Boston ARTCC é um dos 22 centros do tipo nos Estados Unidos. Sua responsabilidade primária é a separação de sobrevoos, e o sequenciamento acelerado de chegadas e partidas para a Região Metropolitana de Boston, a Região Metropolitana de Nova York e outras áreas do nordeste norte-americano.
O Centro de Boston é o 14.º centro de controle de tráfego aéreo mais movimentado nos Estados Unidos. Em 2010, foi responsável por lidar com 1.798.000 voos. O Boston ARTCC atualmente cobre o espaço aéreo de 430 000 km2 que inclui aeroportos em Connecticut, Vermont, Massachusetts, Rhode Island, Maine, Nova Hampshire, o Estado de Nova York e o nordeste da Pensilvânia.